# 222
Rok 222 (CCXXII) byl nepřestupný rok, který podle juliánského kalendáře započal v úterý. V té době byl tento rok znám jako Rok konzulátu Antonia a Severuse, nebo jako rok 975 Ab urbe condita (tj. 975 let od založení Říma). Číslo 222 se pro tento rok používá až od středověku, kdy byl v Evropě zaveden systém Anno Domini (leta páně). 
Podle židovského kalendáře došlo k přelomu let 3982 a 3983. 

## Události
- 11. března – Císař Heliogabalus byl spolu se svou matkou Julií Soaemias zavražděn během povstání pretoriánskou gardou. Jejich zmrzačená těla byla tažena před veřejností ulicemi Říma a poté byla vhozena do řeky Tibery.
- Na místo císaře nastupuje Alexandr Severus. V té době mu bylo pouhých 13 let, říši tak de facto vládla jeho matka Julia Avita Mamaea společně s právníkem Ulpianem a senátem o 16 lidech.
- Obsah stříbra v římském denáru klesl na 35 % za císaře Alexandra Severa, z původních 43 % za Heliogabala.
- 14. října – Papež Kalixtus I. byl zabit davem na Trastevere. Byl nahrazen kardinálem Urbanem I.

## Narození
- Marcus Aurelius Carus, římský císař († 283)

## Úmrtí
- 11. března
  - byl zavražděn Marcus Aurelius Antonius Heliogabalus, římský císař (* cca 203)
  - spolu s ním jeho matka Julia Soaemias (* 180)
- 14. října – Papež Kalixtus I. (* ?)

## Hlavy států
- Papež – Kalixtus I. (217–222) + Hippolytus, vzdoropapež (217–235) » Urban I. (222–230)
- Římská říše – Heliogabalus (218–222) » Alexander Severus (222–235)
- Parthská říše – Vologaisés VI. (207/208–227/228), Artabanos IV. (213–224)
- Kušánská říše – Vásudéva I. (190–230)
- Japonsko (region Jamataikoku) – královna Himiko (175–248)